# Солеевидные камбалы
Солеевидные камбалы, или пельторамфы (лат. Peltorhamphus), — род лучепёрых рыб из семейства ромбосолеевых. Глаза расположены на правой стороне тела. Жаберные перепонки сросшиеся. Спинной плавник начинается перед глазами на слепой стороне тела на рыле, и тянется до хвостового стебля. Отсутствуют радиалии грудных плавников. Брюшные плавники асимметричные. На глазной стороне брюшной плавник соединяется с анальным плавником. Боковая линия хорошо развита на обеих сторонах тела. Морские донные рыбы. Икринки с многочисленными жировыми каплями. Максимальная общая длина тела у представителей разных видов варьирует от 15,7 до 55 см. Распространены в юго-западной части Тихого океана у берегов Новой Зеландии и острова Норфолк.

## Виды
На апрель 2020 года в род включают 3 вида:
- Peltorhamphus latus G. D. James, 1972 — Крапчатый пельторамф
- Peltorhamphus novaezeelandiae Günther, 1862 — Новозеландская солеевидная камбала, или новозеландский пельторамф
- Peltorhamphus tenuis James, 1972

## Галерея

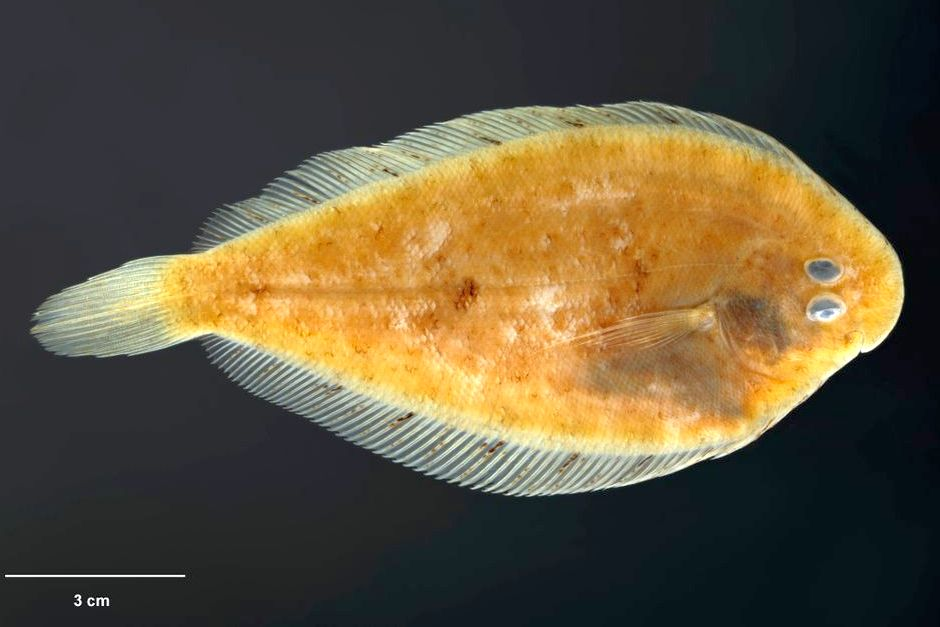
Peltorhamphus latus
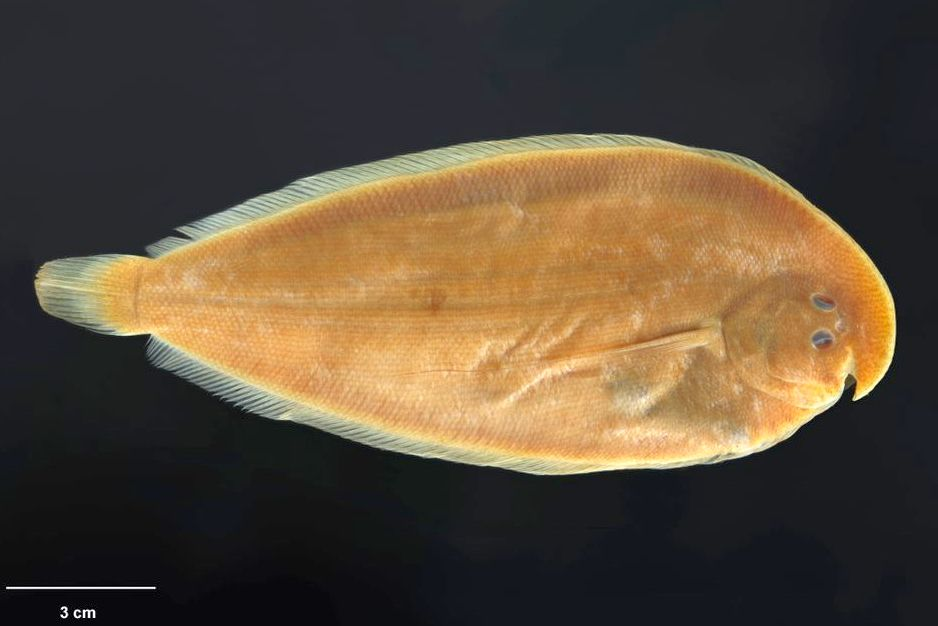
Peltorhamphus tenuis